# Typ 3 Ka-Chi
Der Typ 3 Ka-Chi (japanisch 特三式内火艇 カチ toku-san-shiki uchibitei ka-chi, deutsch ‚Sondertyp-3-Motorboot Ka-Chi‘) war ein japanischer Amphibienpanzer, der 1943 (Kōki 2603, daher die Typbezeichnung) bis 1945 von der Kaiserlichen Japanischen Marine eingesetzt wurde.

## Geschichte und Einsätze
Typ 3 Ka-Chi war die schwere Version des Schwimmpanzers Typ 2 Ka-Mi. Ende 1943 wurden die ersten Fahrzeuge in Dienst gestellt und im Januar 1944 am Kwajalein-Atoll zum ersten Mal eingesetzt. Dort wurden die Fahrzeuge, allerdings anders als ihre ursprüngliche Bestimmung, als statische Küstenbefestigung eingesetzt. Den US-amerikanischen Soldaten gelang es, eines der Fahrzeuge zu erbeuten. Diese erkannten die Tauglichkeit des Typ 3 für seine ursprüngliche Aufgabe. Einige Komponenten wurden übernommen und erwiesen sich bei Fahrzeugen, die an der Landung in der Normandie teilnahmen, als äußerst wirksam. Insgesamt wurden wegen fehlender Produktionskapazitäten nur 19 Fahrzeuge gebaut und über den gesamten pazifischen Raum verstreut.

## Technik
Chassis und Fahrwerk wurden in großen Teilen dem Panzer Typ 1 Chi-He entlehnt. Allerdings wurde, wie für Schwimmpanzer üblich, ein Bootsbug eingebaut. Auch der Turm entsprach im Großen und Ganzen dem des Typ 1. Allerdings hatte er eine kuppelförmige Erhöhung über dem Turmluk, damit der Kommandant auch bei der Wasserfahrt aus seiner Position agieren konnte. Der Auspuff war über dem Heck des Panzers angebracht und ragte senkrecht in die Höhe, um ein Wassereindringen in den Motorraum zu verhindern. Der Panzer verfügte über innenliegende Auftriebskammern. Zusätzlich wurden außen stählerne Schwimmkörper angebracht, die zusätzlichen Auftrieb erzeugten. Letztere wurden nach erfolgter Landung abgeworfen.